# Arthur Alves Rocha Freire
Arthur Alves Rocha Freire (Rio de Janeiro, 4 de maio de 1865 – 21 de dezembro de 1905) foi um médico brasileiro.
Doutorado pela Faculdade de Medicina do Rio de Janeiro em 1888, defendendo a tese “Mecanismo do parto nas apresentações de face”. Foi eleito membro da Academia Nacional de Medicina em 1901, com o número acadêmico 225, na presidência de Nuno Ferreira de Andrade.